# آزيلنيديبين
آزيلنيديبين Azelnidipine من حاجبات قنوات الكالسيوم من مشتقات الدي هيدروبيريدين. على عكس النيكارديبين له بداية تأثير تدريجية ومفعول خافض للضغط طويل الأمد مع زيادة طفيفة في ضربات القلب.

## المصدر
- موسوعة العلوم العربية